# Seeschlacht auf dem Bodensee
Die Seeschlacht auf dem Bodensee war eine militärische Konfrontation zwischen Römern und Kelten, die sich im Jahr 15 v. Chr. auf dem Bodensee (lat. Lacus Brigantinus) ereignete. Mit den klassischen antiken Seeschlachten ist sie jedoch an Umfang und Bedeutung kaum vergleichbar. 

## Vorgeschichte und Verlauf
Das Gefecht war Bestandteil der von Drusus und Tiberius zur Eroberung Rätiens durchgeführten letzten Phase der Alpenfeldzüge. Hierbei drang Drusus von Norditalien aus über die Alpen in Richtung des heutigen Augsburg (Augusta Vindelicorum) vor, während Tiberius sein Heer von vermutlich etwa 10.000 Legionären und einer ähnlich großen Zahl an Auxiliartruppen zunächst im Südwesten Deutschlands (Römerlager Dangstetten) sammelte, um dann über den Bodensee ostwärts nach Augsburg vorzustoßen. Am Bodensee angekommen, ließ Tiberius eine Flottille von Transportschiffen bauen, wobei er eine Insel (möglicherweise die Mainau) als Stützpunkt verwendete. Laut Strabon soll es dann zu einem Seegefecht mit dem dort ansässigen keltischen Stamm der Vindeliker gekommen sein, das die Römer zu ihren Gunsten entscheiden konnten. Cassius Dio hingegen berichtet nur, dass Tiberius den See auf Schiffen überquerte.